# Юлозеро
Юлозеро — пресноводное озеро на территории Амбарнского сельского поселения Лоухского района Республики Карелии.

## Общие сведения
Площадь озера — 4,1 км², площадь водосборного бассейна — 40,3 км². Располагается на высоте 73,5 метров над уровнем моря.
Форма озера лопастная, продолговатая: оно более чем на семь километров вытянуто с запада на восток. Берега изрезанные, каменисто-песчаные, местами заболоченные.
Из восточного залива озера вытекает Сонрека, протекающая через Сонозеро и Алозеро и впадающая в Белое море.
В озере более десяти безымянных островов различной площади, однако их количество может варьироваться в зависимости от уровня воды.
К западу от озера проходит лесовозная дорога.
Населённые пункты вблизи водоёма отсутствуют.
Код объекта в государственном водном реестре — 02020000711102000002729.